# 小幡茶臼山古墳
小幡茶臼山古墳（おばたちゃうすやまこふん）は愛知県名古屋市守山区にある古墳。地元では単に茶臼山古墳と呼ぶ。

## 概要
小幡ヶ原周辺に点在した「小幡古墳群」の一つで前方後円墳。私有地であったこともあって1960年代には前方部（写真左方向に向かって存在した）が土取りと愛知県立緑丘商業高等学校（現在の愛知県立緑丘高等学校）への通学路開削で失われており、後円部の一部が残されているものの近年も建物が建てられるなど開発が進んだため、墳丘はかつての姿を留めておらず一見すると単なる崖にしか見えない。なお、大正時代に盗掘された記録が残されている。

## 規模と構造
1960年（昭和35年）の測量調査では全長63メートル、後円部径40メートル、前方部幅35メートルなどとされた。1988年（昭和63年）から翌1989年（平成元年）にかけての発掘調査時の残存部再測量では後円部径32メートル、周濠幅6メートルなどの数値が示されている。また、この調査時に後円部の南東側で横穴式石室と複数の出土品が発掘され、これによって古墳の主軸が東方55°を向いていることや、くびれ部南側に造り出しが残存していたことも確認された。

## 主体部
左片袖式横穴式石室で、全長約8.2メートル、玄室長約4.8メートル。玄室床面の一部が残存しており、5〜10cmの円礫が敷かれていた。また、閉塞部に加工された石材が確認されるなど、追葬が行なわれた可能性もあるとされ、排水溝と思われる溝も確認されている。主体部は発掘調査後に滅失した。

## 出土品
出土品は名古屋市見晴台考古資料館に収蔵されている。なお、大正時代にあった盗掘の際に「金ぴかもの」が見つかったという話が伝わっているが詳細は不明である。
- 土師器
- 須恵器
- 武具
  - 鉄刀
  - 鉄鏃
  - 刀子
  - 挂甲小札
- 馬具
  - 辻金具
  - 馬鈴
  - 鐙
- 装身具
  - 金環
  - 銀環
  - 玉

## アクセス
- 名鉄瀬戸線 - 喜多山駅から徒歩で約15分。
- 名古屋市営バス -「喜多山」バス停から徒歩で約15分。